# Александер, Густав
Густав Александер (англ. Gustav Alexander; 1886, Экклс, Солфорд — 14 ноября 1929, Уилмслоу, Чешир) — британский игрок в лакросс, серебряный призёр летних Олимпийских игр 1908 года.
На Играх 1908 года в Лондоне Александер участвовал в мужском турнире, в котором его сборная заняла второе место, проиграв в единственном матче Канаде.